# Theridion morulum
Theridion morulum là một loài nhện trong họ Theridiidae.
Loài này thuộc chi Theridion. Theridion morulum được Octavius Pickard-Cambridge miêu tả năm 1898.